# Nagojská univerzita
Nagojská univerzita (japonsky 名古屋大学 – Nagoja daigaku) je univerzita v Nagoji v prefektuře Aiči v Japonsku. Má přibližně šestnáct tisíc studentů.

## Dějiny
Dějiny Nagojské univerzity sahají do roku 1871, kdy zde byla založena lékařská škola. Jako univerzita, do které byla původní lékařská škola začleněna jako jedna z fakult, vznikla v roce 1939.

## Významní absolventi
- Hiroši Amano, nositel Nobelovy ceny za fyziku za rok 2014
- Isamu Akasaki, nositel Nobelovy ceny za fyziku za rok 2014
- Makoto Kobajaši, nositel Nobelovy ceny za fyziku za rok 2008
- Tošihide Masukawa, nositel Nobelovy ceny za fyziku za rok 2008
- Osamu Šimomura, nositel Nobelovy ceny za chemii za rok 2008
- Rjódži Nojori, nositel Nobelovy ceny za chemii za rok 2001